# Halle Open 2023
L'Halle Open 2023, conosciuto anche come Terra Wortmann Open per motivi di sponsorizzazione, è stato un torneo di tennis giocato sull'erba. È stata la 30ª edizione del torneo facente parte dell'ATP Tour 500 nell'ambito dell'ATP Tour 2023. Si è giocato alla Owl Arena di Halle, in Germania, dal 19 al 25 giugno 2023.

## Partecipanti al singolare

### Teste di serie
| Nazionalità | Giocatore             | Ranking | Testa di serie* |
| ----------- | --------------------- | ------- | --------------- |
|             | Daniil Medvedev       | 3       | 1               |
| Grecia      | Stefanos Tsitsipas    | 5       | 2               |
|             | Andrej Rublëv         | 7       | 3               |
| Italia      | Jannik Sinner         | 9       | 4               |
| Canada      | Félix Auger-Aliassime | 11      | 5               |
| Polonia     | Hubert Hurkacz        | 14      | 6               |
| Croazia     | Borna Ćorić           | 15      | 7               |
| Spagna      | Roberto Bautista Agut | 22      | 8               |

* Ranking al 12 giugno 2023.

#### Altri partecipanti
I seguenti giocatori hanno ricevuto una wildcard per il tabellone principale:
- Yannick Hanfmann
- Oscar Otte
- Dominic Thiem
- Stefanos Tsitsipas

Il seguente giocatore è entrato in tabellone con il ranking protetto:
- Lloyd Harris

I seguenti giocatori sono entrati nel tabellone principale passando dalle qualificazioni:

- Roman Safiullin
- Louis Wessels
- Marcos Giron
- Christopher Eubanks

I seguenti giocatori sono entrati in tabellone come lucky loser:
- Aslan Karacev
- Andrea Vavassori

#### Ritiri
Prima del torneo
- Félix Auger-Aliassime → sostituito da  Andrea Vavassori
- Pablo Carreño Busta → sostituito da  Laslo Đere
- Karen Chačanov → sostituito da  Roberto Carballés Baena
- Nick Kyrgios → sostituito da  Aslan Karacev
- Casper Ruud → sostituito da  Wu Yibing

## Partecipanti al doppio

### Teste di serie
| Nazione     | Giocatore         | Nazione     | Giovatore         | Ranking* | Testa di serie |
| ----------- | ----------------- | ----------- | ----------------- | -------- | -------------- |
| El Salvador | Marcelo Arévalo   | Paesi Bassi | Jean-Julien Rojer | 26       | 1              |
| Spagna      | Marcel Granollers | Argentina   | Horacio Zeballos  | 41       | 2              |
| Belgio      | Sander Gillé      | Belgio      | Joran Vliegen     | 51       | 3              |
| Germania    | Kevin Krawietz    | Germania    | Tim Pütz          | 52       | 4              |

* Ranking al 12 giugno 2023.

### Altri partecipanti
Le seguenti coppie di giocatori hanno ricevuto una wildcard per il tabellone principale:
- Marcelo Demoliner /  Andreas Mies
- Oscar Otte /  Jan-Lennard Struff

La seguente coppia di giocatori è passata dalle qualificazioni:

- Albano Olivetti /  David Vega Hernández

### Ritiri
Prima del torneo
- Máximo González /  Andrés Molteni → sostituiti da  Simone Bolelli /  Andrea Vavassori
- Karen Chačanov /  Andrej Rublëv → sostituiti da  Andrej Rublëv  /  Alexander Zverev

## Punti
| Evento    | V   | F   | SF  | QF | 2T | 1T | Q  | Q2 | Q1 |
| Singolare | 500 | 300 | 180 | 90 | 45 | 0  | 20 | 10 | 0  |
| Doppio    | 500 | 300 | 180 | 90 | 45 | 0  | 45 | 25 | 0  |

## Montepremi
| Evento    | V        | F        | SF       | QF      | 2T      | 1T      | Q2     | Q1     |
| Singolare | €477,795 | €220,800 | €117,715 | €60,145 | €32,105 | €17,120 | €8,775 | €4,925 |
| Doppio*   | €134,840 | €71,910  | €36,380  | €18,190 | €9,420  | N.D.    | N.D.   | N.D.   |

* per team

## Campioni

### Singolare
Aleksandr Bublik ha sconfitto in finale  Andrej Rublëv con il punteggio di 6-3, 3-6, 6-3.
• È il secondo titolo in carriera per Bublik, il primo in stagione.

### Doppio
Marcelo Melo /  John Peers hanno sconfitto in finale  Simone Bolelli /  Andrea Vavassori con il punteggio di 7-6(3), 3-6, [10-6].